# Classe I-351
La classe I-351 est une classe de sous-marins construits pour la Marine Impériale japonaise au cours de la Seconde Guerre mondiale.
Aussi connues sous l'appellation de type SH, pour Sen Ho ou encore sous-marin-soutien, ravitailleur d'avions (essence, bombes, torpilles); ces bâtiments était l'équivalent du Milchkûhe (« vache à lait ») dans la Kriegsmarine. 

## Conception
Les sous-marins de la classe I-351 ont été commandés dans le cadre du programme de réapprovisionnement de la 5e flotte de 1942 pour soutenir les hydravions de la Marine impériale japonaise dans les zones où il n'y avait pas d'installations à terre et où les hydravions ne pouvaient pas fonctionner. Ils ont été conçus pour soutenir jusqu'à trois hydravions avec du carburant, des munitions, de l'eau et même un équipage de remplacement.
Ces sous-marins avaient une longueur totale de 111 mètres, une largeur de 10,2 mètres et un tirant d'eau de 6,1 mètres. Ils avaient un déplacement de  3 568 tonnes en surface et 4 360 tonnes en immersion. Ils permettaient une profondeur de plongée de 90 mètres (300 pieds) et un équipage de 77 officiers et hommes d'équipage, ainsi que des logements pour 13 membres d'équipage.
Les sous-marins avaient deux hélices, chacune étant entraînée par un moteur diesel de 1 850 chevaux-vapeur (1 380 kW) ainsi qu'un moteur électrique de 600 chevaux-vapeur (447 kW). Cet arrangement a permis aux sous-marins de la classe I-351 d'atteindre une vitesse maximale de 15,75 nœuds (29,17 km/h) en surface et de 6,3 nœuds (11,7 km/h) en immersion. Ils avaient une portée de 13 000 milles nautiques (24 000 km) à 14 nœuds (26 km/h) en surface et de 100 milles nautiques (190 km) à 3 nœuds (5,6 km/h) en immersion. Cela leur a donné une endurance de 60 jours.
Les sous-marins étaient équipés de quatre tubes lance-torpilles de 21 pouces (533 mm) à l'avant et ils transportaient quatre torpilles. Pour le combat de surface, ils étaient conçus pour porter un canon de pont de 14 centimètres (5,5 pouces), mais celui-ci n'était pas disponible lorsque les sous-marins étaient en construction et trois mortiers Type 3 de 81 millimètres (3,2 pouces) ont été substitués. Les sous-marins étaient équipés de sept canons anti-aériens de 25 mm de type 96, en deux affûts doubles et trois affûts simples.
Les sous-marins de la classe I-351 étaient initialement équipés pour transporter 371 tonnes d'essence d'aviation, 11 tonnes d'eau douce et soit soixante bombes de 250 kg (550 livres), soit 30 bombes et 15 torpilles d'avion. Quatre de ces torpilles pourraient être remplacées par un nombre égal de torpilles de rechargement pour le sous-marin.

## Unités de la classe
| Numéro de coque | Nom   | Constructeur          | Lancement     | Mise en service | Fait                                        |
| 655             | I-351 | Arsenal naval de Kure | 1944          | 28 janvier 1945 | Coulé par l'USS Bluefish le 14 juillet 1945 |
| 656             | I-352 | Arsenal naval de Kure | 23 avril 1944 |                 | Coulé par un raid aérien le 22 juin 1945    |
| 657             | I-353 | Arsenal naval de Kure |               |                 | Annulé en 1943                              |
| 730, 731, 732   |       |                       |               |                 | Annulé en 1942                              |

## Historique

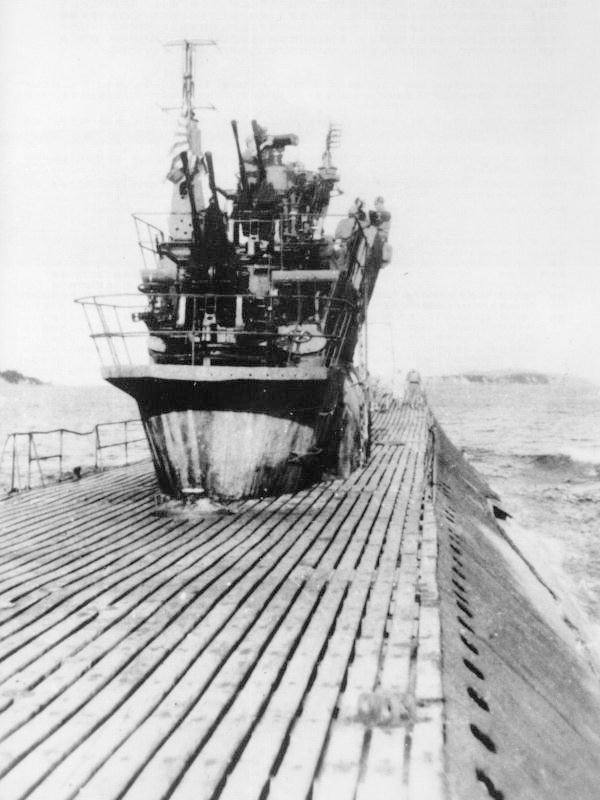
LI-351 en 1945.

Seules les constructions des I-351 et I-352 furent lancés, les quatre autres sous-marins furent annulés avant la pose de leurs quilles.
Face à la demande croissante de ravitaillement, l'I-351 fut modifié en tant que sous-marin pétrolier avant son achèvement. 
Le submersible fit un aller-retour à Singapour, transportant 132 000 gallons US (500 000 litres) de carburant d'aviation, au cours duquel il fut coulé au retour de son deuxième voyage en mer de Chine méridionale (4° 30′ N, 110° 00′ E), par le sous-marin américain Bluefish le 14 juillet 1945.
L'I-352 fut fini à 90% lorsqu'il fut détruit lors d'un raid aérien de bombardiers lourds Boeing B-29 le 22 juillet.